# 喀纳斯湖自然风景保护区

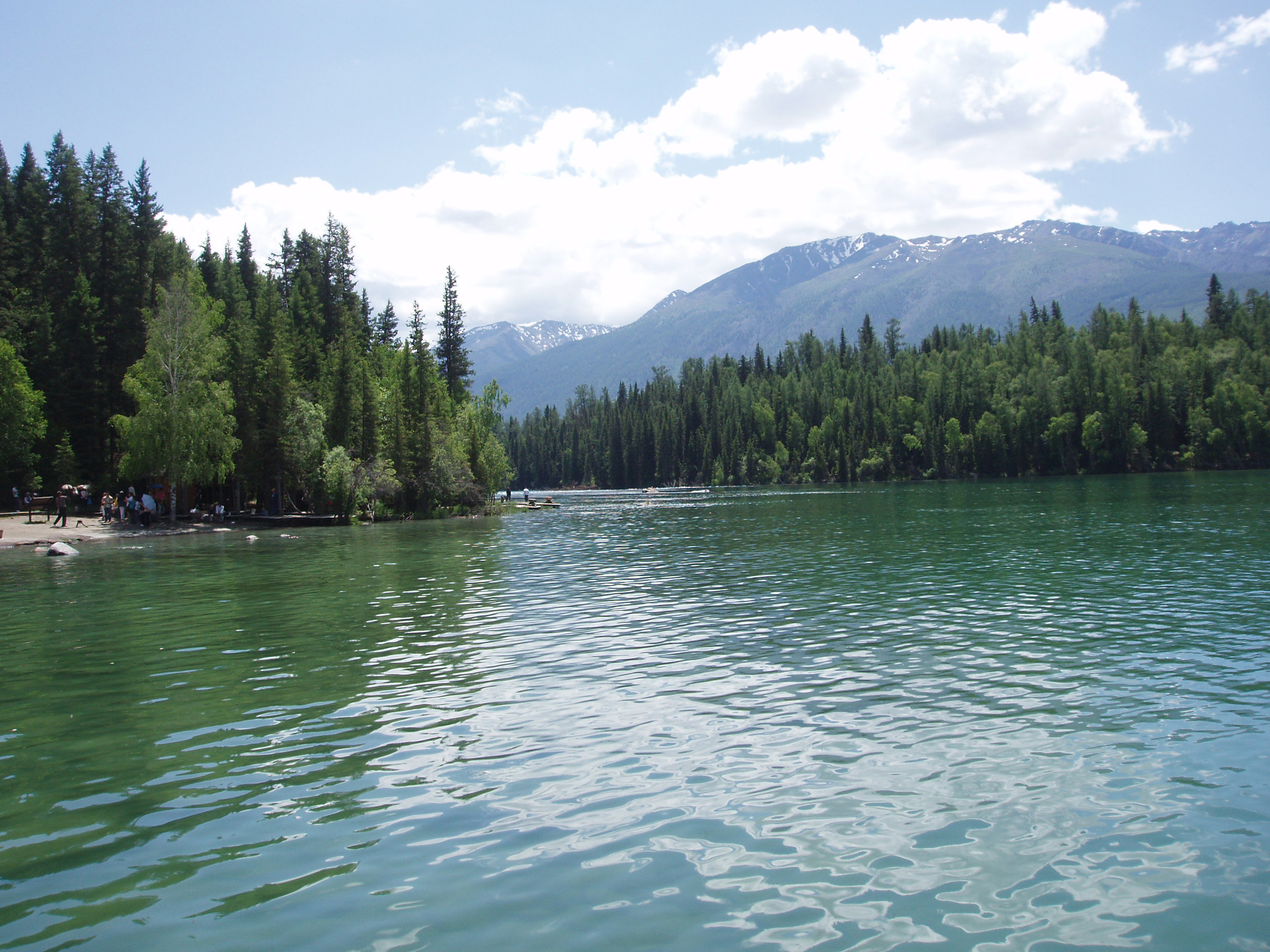
喀纳斯湖自然风景保护区

喀纳斯湖自然风景保护区位于中国新疆维吾尔族自治区阿尔泰山中部的布尔津县，是一个国家级自然保护区，位于阿勒泰市西北约265千米处。保护区以喀纳斯湖为中心，主要为保护野生动物及其生态环境，总面积达5,588平方千米。喀纳斯湖湖中传说有湖怪“大红鱼”出没，据称身长可达到10米，有科学家推测为大型淡水食肉鱼类哲罗鲑，但未得到实际观测支持。